# Закон о сумњивима
Закон о сумњивима (фр. Loi des suspects) је био закон донет 17. септембра 1793. године од стране јакобинских власти током Француске револуције, односно тзв. "јакобинске диктатуре". 

## Историја
Закон о сумњивима донео је Комитет јавне безбедности након завођења Робеспјеровог терора. Закон је омогућио монтањарским властима да се обрачунају са политичким противницима. У категорију сумњивих убрајани су многи. Сумњивима су сматрани контрареволуционари (пре свега вандејски устаници), они који гомилају новац, они који своје понашање не могу оправдати, странци којима је ускраћено уверење о држављанству, бивше аристократе и сл. Сумњива је била чак и родбина емиграната уколико се отворено не изјасни за револуцију. Закон је Комитету јавне безбедности омогућио да хапси "сумњиве". Следеће, 1794. године, закон је постао још строжи. О примени закона старао се Комитет јавне безбедности. Уведена је и максима да оптужени морају доказати своју невиност. Касније је она проширена Законом од 22. преријала. Закон о сумњивима изашао је из употребе још пре Термидорске реакције. Званично је укинут октобра 1795. године од стране Националног конвента, непосредно пре доласка на власт Директоријума. 